# Dlouhý (Záhoří)
Dlouhý je vesnice, část obce Záhoří v okrese Semily. Nachází se asi dva kilometry severozápadně od Záhoří.
Dlouhý leží v katastrálním území Smrčí u Semil o výměře 3,63 km².

## Historie
První písemná zmínka o vesnici pochází z roku 1407.

## Pamětihodnosti
- Kaple ve středu osady
- Pomník padlým v první světové válce (nedaleko kaple)
- Četné stavby pojizerské lidové architektury
- Urbanistické uspořádání vsi (okrouhlice)